# Afroscleropogon clementsi
Afroscleropogon clementsi là một loài ruồi trong họ Asilidae. Afroscleropogon clementsi được Londt miêu tả năm 1999. Loài này phân bố ở vùng nhiệt đới châu Phi.